# Discogobio pacboensis
Discogobio pacboensis är en fiskart som beskrevs av Nguyen 2001. Discogobio pacboensis ingår i släktet Discogobio och familjen karpfiskar. Inga underarter finns listade i Catalogue of Life.